# Observatoire astronomique jurassien
 (octobre 2022).
Si vous disposez d'ouvrages ou d'articles de référence ou si vous connaissez des sites web de qualité traitant du thème abordé ici, merci de compléter l'article en donnant les références utiles à sa vérifiabilité et en les liant à la section « Notes et références ».
L'observatoire astronomique jurassien est un observatoire astronomique suisse situé à Vicques, dans le canton du Jura, à 505 m d'altitude. Son code MPC est 185 Observatoire Astronomique Jurassien-Vicques.
L'observatoire a été construit à partir de 1992 à l'initiative des astrophiles de la région, à l'origine de la Société jurassienne d'astronomie établie en 1970. L'observatoire est devenu opérationnel en 1997.
L'instrumentation comprend divers télescopes, dont le principal est le télescope Bernard Comte pourvu d'une optique de 61 cm.
L'observatoire est crédité par le Centre des planètes mineures de la découverte de 6 astéroïdes numérotés entre 2001 et 2005.
C'est depuis cet observatoire que Michel Ory a découvert la comète périodique 304P/Ory.
| (42113) Jura         | 15 janvier 2001 |
| (42191) Thurmann     | 14 février 2001 |
| (46095) Frédérickoby | 15 mars 2001    |
| (77755) Delémont     | 13 août 2001    |
| (289600) 2005 GR9    | 1er avril 2005  |
| (360762) FRIPON      | 4 janvier 2005  |